# Igreja Católica em Malta
A Igreja Católica em Malta é parte da Igreja Católica universal, sob a liderança espiritual do Papa e da Cúria, em Roma.

## História
A tradição conta que o próprio Apóstolo Paulo fundou a Diocese de Malta no ano 60, quando ordenou o governador romano, São Públio, o primeiro Santo maltês, como primeiro Bispo de Malta. Sendo assim, o pontapé inicial para a cristianização do país foi feita por São Paulo. Assim, com esse ato, Malta tornou-se um dos primeiros países a se converter ao cristianismo no mundo e o primeiro a fazer isso no Ocidente. É muito famoso o relato bíblico do naufrágio de São Paulo em Malta, que está nos Atos dos Apóstolos, capítulo 27, e, após, sua permanência no país, no capítulo 28, sendo muito bem recebido pelos nativos da ilha, e depois seguindo para a Itália.

### São Paulo
De acordo com os Atos dos Apóstolos, o naufrágio de São Paulo teve lugar no arquipélago maltês no ano 60. Entre os milagres atribuídos a ele, além dos curas milagrosos (At 28,8), ele teria, após encontrar uma cobra na fogueira, removido todas as cobras venenosas das ilhas (At 28,1–6).

### São Públio
A tradição diz que o governador romano do arquipélago maltês, São Públio, recebeu Paulo durante seu naufrágio em Malta. O pai de Públio está doente, sofrendo de disenteria; São Paulo cuidou do pai aflito e muitos doentes das ilhas vinham pedir-lhe curas. Públio, tornando-se cristão, tornou-se ao mesmo tempo o primeiro bispo de Malta e o primeiro cristão do Ocidente.
Públio permaneceu 31 anos em Malta antes de transferir a sede do seu bispado para Atenas em 90 d.C. Ele foi martirizado em 125 durante as perseguições do imperador Adriano. Sua festa é celebrada em Malta no dia 22 de janeiro. Ele é o santo padroeiro da igreja de Floriana.

## Organização territorial
Província eclesiástica de Malta
- Arquidiocese de Malta (abrange a ilha de Malta)
  - Diocese de Gozo (abrange as ilhas de Gozo e Comino)

## Conferência Episcopal
A Conferência Episcopal de Malta tem como membros o arcebispo de Malta (e atualmente seu presidente), o bispo de Gozo, um arcebispo emérito de Malta e um monsenhor secretário.

## Nunciatura apostólica
A nunciatura apostólica de Malta foi estabelecida em 15 de dezembro de 1965, com o breve papal Studio christianae, do papa Paulo VI.